# Archivo Musical de Chiquitos
El Archivo Musical de Chiquitos es un repositorio de partituras de música barroca de Bolivia, que comprende más de tres mil partituras compuestas durante la época colonial en las misiones jesuíticas de Chiquitos, en el este del país. Los jesuitas utilizaron la música para envangelizar a los indígenas chiquitanos, cuyas obras fueron halladas en las iglesias misionales de Santa Ana de Velasco y San Rafael de Velasco. El archivo se encuentra actualmente centralizado en la localidad de Concepción, y desde 1996, las obras de este archivo se han hecho famosas por el Festival Internacional de Música Renacentista y Barroca Americana, evento que se lleva a cabo en las diferentes localidades de la región de la Chiquitania. La recuperación de las partituras ha sido considerado clave para la revitalización de la tradición musical cultural de la región chiquitana, y es así mismo uno de los archivos más importantes de música barroca del mundo.

## Historia
En 1767 se dio expulsión de los jesuitas del Imperio español, por parte de la Monarquía Hispánica, lo que implicó también su expulsión del área administrativa del Gobierno político y militar de Chiquitos, abandonando las misiones que habían sido fundadas ahí. Sin embargo, aún luego de la expulsión, la coexistencia entre lo autóctono y lo reduccional de las misiones siguió vigente. Cuando el explorador francés, Alcide d'Orbigny, visitó Bolivia en 1830, más de 50 años luego de la expulsión de los jesuitas, escribió que en ninguna de las ciudades de América que llegó a conocer, pudo escuchar mejor música que la que se tocaba en las iglesias de Chiquitos y de Moxos. Esto dio a entender que la tradición musical traída por los jesuitas se mantuvo en la Chiquitania.
Las primeras noticias sobre la existencia del archivo musical de Chiquitos, resguardado por los indígenas chiquitanos durante casi dos siglos de una probable destrucción debido al clima, los insectos y la influencia europea, fueron comunicadas por el intelectual boliviano Plácido Molina Barbery en 1958. Sin embargo, no fue si no hasta 14 años después que las partituras empezaron a ser recuperadas.

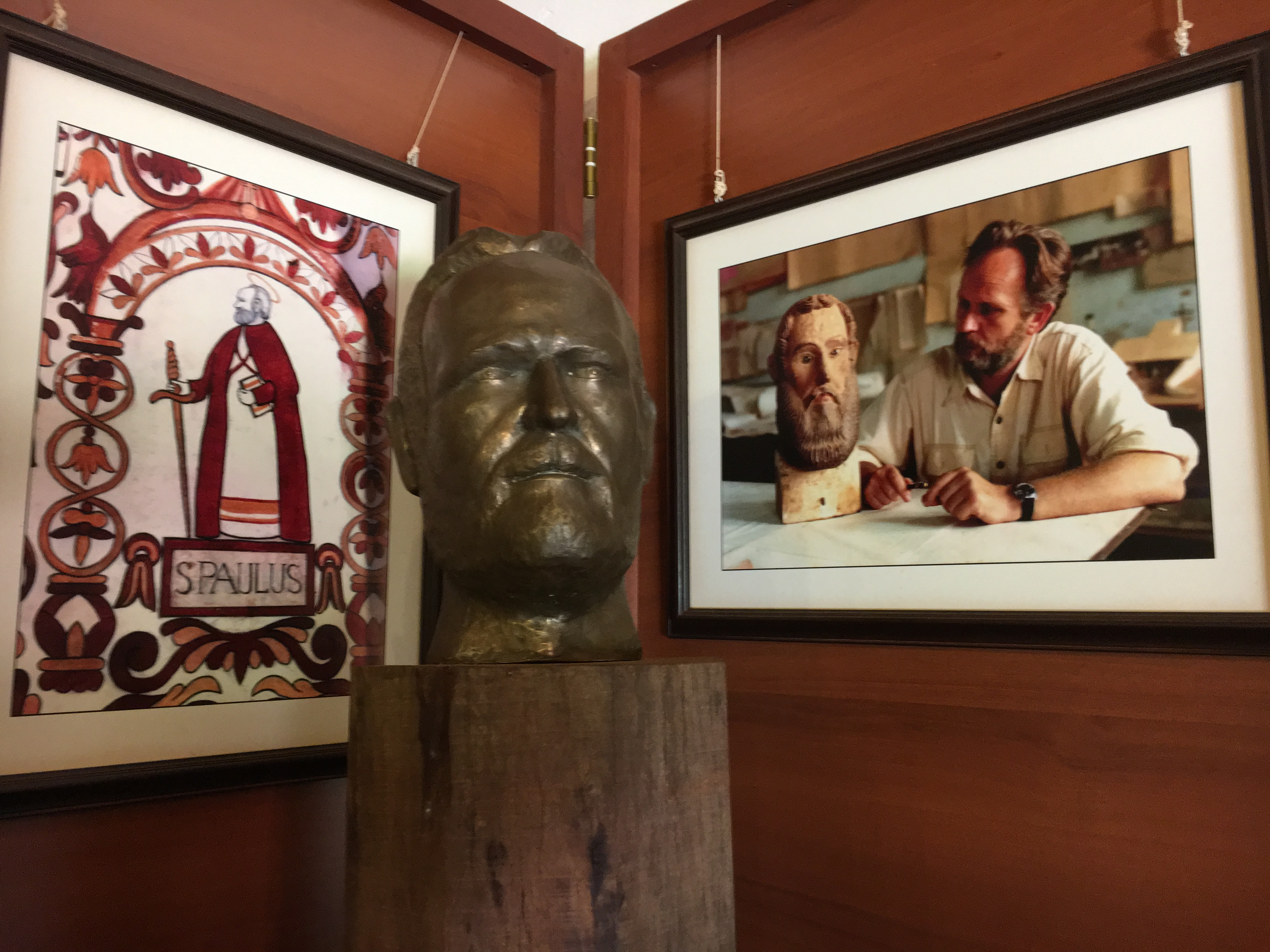
Busto en homenaje a Hans Roth, ubicado en el Museo Misional de Concepción, Chiquitania.

El arquitecto suizo, Hans Roth, llegó a Bolivia en 1972, enviado por los jesuitas de Suiza para restaurar la iglesia misional de San Rafael de Velasco. Luego de su restauración, Roth notó el deterioro de otros templos misionales, por lo que decidió quedarse en la Chiquitania, extendiendo su permanencia en 30 años. Durante su estadía descubrió las partituras de música, halladas en las iglesias misionales de Santa Ana de Velasco y San Rafael de Velasco, por lo que lideró también su ardua recuperación.
Si bien varios cuadernillos habían conservado su integridad física de manera notable a lo largo del tiempo, numerosos ejemplares se encontraban desmembrados, afectados por la acción de insectos, manchados o corroídos por la humedad, con su estructura interna desordenada debido a reencuadernaciones sucesivas, estas últimas realizadas sin respetar las pautas de ordenamiento originales. Asimismo, se hallaban miles de hojas sueltas, muchas de las cuales procedían de la desintegración de los cuadernillos. Además de su recuperación, se necesitaba ordenar las partituras. En 1983, se invitó al músico alemán Jungcurt Burkhardt para llevar a cabo la organización del material. Burkhardt dedicó su labor al archivo entre julio y noviembre de 1983. Realizó una reproducción completa del contenido y comenzó un inventario de obras, recortando las fotocopias y distribuyendo los fragmentos en carpetas según cada obra. Logró catalogar alrededor de 200 composiciones, quizás clasificando aproximadamente un tercio de las fotocopias disponibles.
Desde 1989, un equipo de musicólogos formado por Irma Ruiz, Gerardo Huseby, Bernardo Illari, Waldemar Roldán y Leonardo Waisman, comenzó a trabajar en el ordenamiento, transcripción y estudio del Archivo Musical de Chiquitos como parte de un proyecto mayor en el que se intenta combinar la antropología y la historia de la música para comprender los procesos de aculturación sufridos por los indígenas chiquitanos a partir de su reducción por los misioneros jesuitas en el siglo XVIII. El proyecto contó con la colaboración del Instituto Boliviano de Cultura, a través del Director Nacional de Música, Carlos Seoane Urioste, y la Jefa de Investigaciones de dicho organismo, María Eugenia Soux. Los musicólogos crearon un catálogo completo y sistemático del Archivo Musical de Chiquitos. Partiendo de las pautas y convenciones establecidas por Burkhardt, los responsables del catálogo optaron por dos enfoques simultáneos: por un lado, organizar las obras por géneros en las carpetas de fotocopias; por otro lado, reconstruir los cuadernillos originales siguiendo criterios históricos, como paso inicial hacia su adecuada restauración.

## Canciones
En el museo de Concepción, donde está el Archivo Musical de Chiquitos, se conservan 5.500 piezas musicales, de los cuales se han publicado 20 tomos de partituras con vísperas, salmos e incluso óperas. Entre los hallazgos musicales se encuentran también sonatas y sinfonías traídas de Europa, pero adaptadas a la costumbre indígena. Las canciones se caracterizan por sus mensajes litúrgicos, y según el director de la Orquesta de Cuerdas de la Escuela de Música de Santa Ana de Velasco, la mayoría de las obras pertenecen al músico italiano Domenico Zipoli y a otros autores anónimos.